# Expulzarea romilor din Franța
Expulzarea romilor din Franța este decizie din 2008 și reactivată în iulie 2012 a Guvernului Franței pentru a repatria mii de cetățeni români și bulgari de etnie romă. Deși cetățenii bulgari și români aveau la acea dată dreptul de a intra în Franța, deoarece țările lor aderaseră la Uniunea Europeană în 2007, Franța nu le permitea să rămână acolo, sub pretextul că România și Bulgaria nu făceau parte din zona de aplicare a principiului european de liberă concurență în câmpul muncii. Conform legilor franceze ale imigrării, cetățenii bulgari și români care intenționau să rămână pe teritoriul francez mai mult de 3 luni  trebuiau să dețină un permis oficial de ședere, sau de muncă, acordat persoanelor cu documente de calificare și, deoarece mulți dintre etnicii romi trăiau din muncă necalificată, la negru adică, în agricultură, cerșit, delincvență, etc. ei erau expulzabili.
În 2009, Franța a expulzat 10.000 romi în România și Bulgaria și, peste 8300 romi au fost deportați până în august 2010. 
Din iulie 2010, cel puțin 51 de tabere de romi, declarate ilegale, au fost demolate. 
Deși multe personalități din Bulgaria și România au subliniat faptul că valorile sociale și culturale ale comunității rome, înrădăcinate într-o tradiție milenară de nomadism, sunt specifice și diferite de cele ale altor comunități sedentare, precum cele bulgară sau română, deputatul francez Lionnel Luca, el însuși este de origine română (prin tată), a declarat în 2010 că „România trebuie să dea socoteală pentru romii care năpădesc Franța”, în timp ce ministrul Manuel Valls declara în vara anului 2013 că „romii trebuie să stea în România sau să se întoarcă acolo”..

## Reacția internațională
Pe 6 septembrie, președintele Comisiei Europene, José Manuel Barroso, a ținut un discurs interpretat ca o critică la adresa politicii franceze, atenționând guvernele țărilor ce fac parte din Uniunea Europeană să nu adopte practici rasiste sau xenofobe. Pe 9 septembrie 2010, Parlamentul European a prezentat ca o preocupare intensă natura măsurilor luate de către autoritățile Franței și a criticat Consiliul Uniunii Europene și Comisia Europeană pentru lipsa de reacție în această problemă.  
Bazându-se pe raportul Direcției Centrale a Poliției Judiciare Franceze (DCPJ), Parlamentul European a arătat că rata delincvenței printre romi nu este mai ridicată (implicând 15% din populațiile de cetățeni bulgari și români fără domiciliu stabil și fără permis de ședere în Franța) decât în alte categorii sociale în aceeași situație economică și culturală defavorizată și, în concluzia acestei argumentări, a refuzat să accepte legătura făcută de oamenii politici francezi între minorități și rata criminalității. Membrii Parlamentului European au arătat că luarea amprentelor populației de etnie romă (și numai a acesteia) este ilegală și încalcă drepturile fundamentale ale cetățenilor Uniunii Europene. 
Viviane Reding, comisar european pentru justiție, a declarat pe data de 14 septembrie 2010 că deportările sunt o manifestare de rasism de stat împotriva romilor și aduce dezonoare Franței: „Aceasta este o situație pe care cred că Europa nu ar mai trebui să o revadă după al Doilea Război Mondial”. Ea a propus Comisiei Europene să ia măsuri legale împotriva Franței în urma deportărilor. 
În noiembrie 2011, Consiliul Europei a condamnat oficial expulzarea ca „discriminatorie” și „potrivnică drepturilor omului”.